# Tribunal del Sheriff
La Sheriff court, o Tribunal del Sheriff (en gaélico escocés: cùirt an t-siorraim), es el tribunal civil y criminal local en Escocia, con jurisdicción exclusiva sobre todos los casos civiles hasta 100.000 libras, que oye cualquier caso criminal, excepto traición, asesinato y violación, los cuales son competencia del Tribunal Superior de Justicia de lo Penal (High Court of Justiciary) de Escocia. Aunque los tribunales del sheriff tienen jurisdicción concurrente con el Tribunal Superior en atraco a mano armada, narcotráfico y abuso sexual infantil, la mayoría de estos casos es oída por este último. 
A cada tribunal del sheriff le corresponde uno de los seis distritos del sheriff. Están dirigidos por un sheriff, que es un juez de lo penal de la justicia. Oyen casos civiles sin jurado, aunque el Tribunal del Sheriff de Daño Personal (Sheriff Personal Injury Court), con sede en Edimburgo, tiene la capacidad de oír casos con jurado.   
Cualquier decisión de un tribunal del sheriff puede ser apelada ante el Tribunal de Apelación del Sheriff (Sheriff Appeal Court).   

## Distritos del Sheriff
Hay seis distritos del sheriff (sheriffdoms) en Escocia, cada uno con un sheriff principal. 

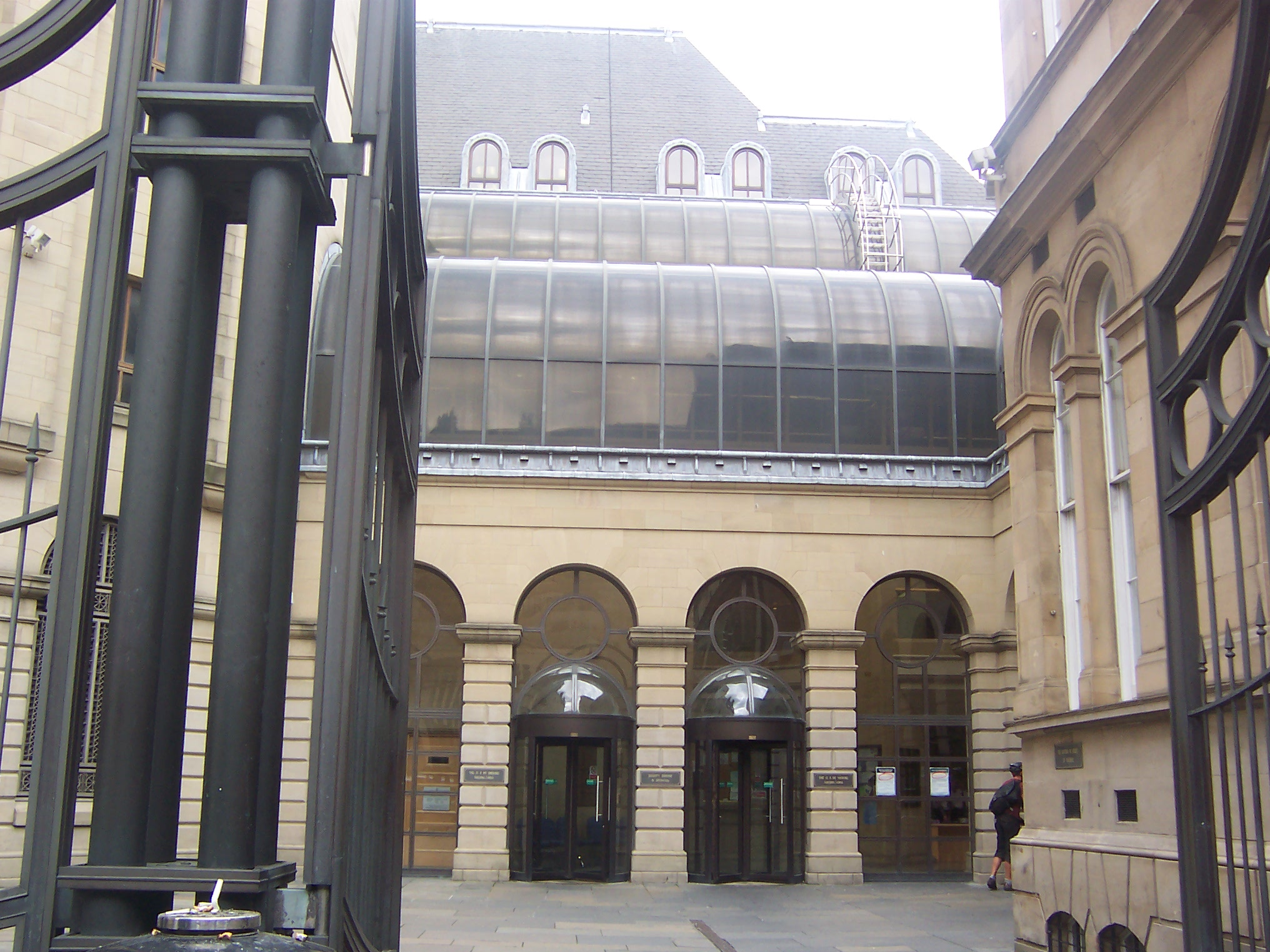
El Tribunal del Sheriff principal en Edimburgo.

A fecha de 1 de febrero de 2015, había 39 Tribunales del Sheriff en Escocia. Algunos tienen con poco personal, pero los que están en grandes ciudades, como  Edimburgo y Glasgow, tienen un número importante de empleados y tratan a diario centenares de casos.
| Distrito del Sheriff                     | Sheriff principal       | Distritos              |
| ---------------------------------------- | ----------------------- | ---------------------- |
| Glasgow y Strathkelvin                   | Craig Turnbull          | Glasgow y Strathkelvin |
| Grampian, Tierras Altas e Islas          | Derek Pyle              | Aberdeen               |
| Grampian, Tierras Altas e Islas          | Derek Pyle              | Banff                  |
| Grampian, Tierras Altas e Islas          | Derek Pyle              | Elgin                  |
| Grampian, Tierras Altas e Islas          | Derek Pyle              | Fort William           |
| Grampian, Tierras Altas e Islas          | Derek Pyle              | Inverness              |
| Grampian, Tierras Altas e Islas          | Derek Pyle              | Kirkwall               |
| Grampian, Tierras Altas e Islas          | Derek Pyle              | Lerwick                |
| Grampian, Tierras Altas e Islas          | Derek Pyle              | Lochmaddy              |
| Grampian, Tierras Altas e Islas          | Derek Pyle              | Peterhead              |
| Grampian, Tierras Altas e Islas          | Derek Pyle              | Portree                |
| Grampian, Tierras Altas e Islas          | Derek Pyle              | Stornoway              |
| Grampian, Tierras Altas e Islas          | Derek Pyle              | Tain                   |
| Grampian, Tierras Altas e Islas          | Derek Pyle              | Wick                   |
| Lothian y fronteras                      | Mhairi M. Stephen (CR)  | Edimburgo              |
| Lothian y fronteras                      | Mhairi M. Stephen (CR)  | Jedburgh               |
| Lothian y fronteras                      | Mhairi M. Stephen (CR)  | Livingston             |
| Lothian y fronteras                      | Mhairi M. Stephen (CR)  | Selkirk                |
| Strathclyde del Norte                    | Duncan L. Murray        | Campbeltown            |
| Strathclyde del Norte                    | Duncan L. Murray        | Dumbarton              |
| Strathclyde del Norte                    | Duncan L. Murray        | Dunoon                 |
| Strathclyde del Norte                    | Duncan L. Murray        | Greenock               |
| Strathclyde del Norte                    | Duncan L. Murray        | Kilmarnock             |
| Strathclyde del Norte                    | Duncan L. Murray        | Oban                   |
| Strathclyde del Norte                    | Duncan L. Murray        | Paisley                |
| Strathclyde del Sur, Dumfries y Galloway | Ian R. Abercrombie (CR) | Airdrie                |
| Strathclyde del Sur, Dumfries y Galloway | Ian R. Abercrombie (CR) | Ayr                    |
| Strathclyde del Sur, Dumfries y Galloway | Ian R. Abercrombie (CR) | Dumfries               |
| Strathclyde del Sur, Dumfries y Galloway | Ian R. Abercrombie (CR) | Hamilton               |
| Strathclyde del Sur, Dumfries y Galloway | Ian R. Abercrombie (CR) | Lanark                 |
| Strathclyde del Sur, Dumfries y Galloway | Ian R. Abercrombie (CR) | Stranraer              |
| Tayside Central y Fife                   | Marysia Lewis           | Alloa                  |
| Tayside Central y Fife                   | Marysia Lewis           | Dundee                 |
| Tayside Central y Fife                   | Marysia Lewis           | Dunfermline            |
| Tayside Central y Fife                   | Marysia Lewis           | Falkirk                |
| Tayside Central y Fife                   | Marysia Lewis           | Forfar                 |
| Tayside Central y Fife                   | Marysia Lewis           | Kirkcaldy              |
| Tayside Central y Fife                   | Marysia Lewis           | Perth                  |
| Tayside Central y Fife                   | Marysia Lewis           | Stirling               |